# Pietra paesina
La Pietra Paesina è costituita principalmente da calcare compatto ed argilla, o da calcare marnoso, ed è tipica quasi esclusivamente della Toscana. Geologicamente si è originata circa 50 milioni di anni fa (Eocene - Paleocene).
Il nome deriva dal fatto che questa pietra nasconde al suo interno dei disegni che sembrano opera di un pittore, ma sono assolutamente naturali, simulando in modo a volte sorprendente un paesaggio. La principale zona di estrazione è fino dal 1500 nei dintorni della città di Firenze in Toscana, dove si sono verificate condizioni geologiche particolari.
Non esistono cave o luoghi deputati all'estrazione e i ritrovamenti sono assolutamente casuali, cosa che ne determina la rarità. La peculiarità della pietra sta nei disegni creati da soluzioni mineralizzate in presenza di Ferro e Manganese, che sembrano riprodurre città diroccate, mari in tempesta, insenature, scogli, vulcani, montagne.
L'uso è puramente artistico-collezionistico; viene tagliata in sottili lastre poi sottoposte a lucidatura. Il mediceo Opificio delle Pietre Dure di Firenze l'ha usata fin dal 1588. In Francia venne estimata dai cardinali Richelieu e Mazzarino.
Per qualità, colori e realismo la migliore Pietra Paesina proviene solo dalle colline attorno alla città di Firenze, tanto che nel mondo viene talvolta indicata come "Pietra di Firenze".
La Pietra Paesina colpisce per il contrasto cromatico dei suoi componenti, grigio chiaro per il calcare, rossastro-marrone per gli ossidi di ferro, nero per il manganese e azzurro per l'argilla.

## Origine e giacitura
La pietra si forma per modificazione di rocce carbonatiche di origine sedimentaria che porta man mano alla fratturazione degli strati ed alla successiva infiltrazione di ossidi ed idrossidi di ferro e di manganese nella pietra. Tale infiltrazione sono fermate dalle fratture, lasciandone una parte del colore originario. Nel corso dei millenni si sono così formati i caratteristici disegni.

## Caratteristiche chimico fisiche
- Durezza (secondo la scala di Mohs): 3[1]
- Densità: 2,72,8 g/cm³[1]
- Sfaldatura: assente[1]
- Frattura: concoide, irregolare[1]
- Colore della polvere/striscio: biancastro[1]
- Lucentezza: terrosa[1]
- Fluorescenza: assente[1]

## La pietra paesina in letteratura
Il poeta Pablo Neruda esule in Europa, e presente a Firenze nel 1951, le ha dedicato questi versi poetici:
"Macchie arancione………d'ossido
vene verdi sopra la pace calcarea
che la schiuma batte con le sue chiavi o l'alba con la sua rosa,
son così queste pietre:
nessuno sa se uscirono dal mare o al mare tornano,
qualcosa le sorprese mentre vivevano,
nell'immobilità si spensero e costruirono una città morta.
Una città senza grida, senza cucine,
un solenne recinto……..di purezza,
forme pure cadute in un disordine senza resurrezioni,
in una moltitudine che perse lo sguardo in un grigio monastero
condannato alla verità nuda dei suoi dei."